# پتاسیم پیکرات
پتاسیم پیکرات (به انگلیسی: Potassium picrate) با فرمول شیمیایی C۶H۲KN۳O۷; C۶H۲(NO۲)۳OK یک ترکیب شیمیایی است. که جرم مولی آن ۲۶۷٫۲ g/mol می‌باشد. 